# 慶應義塾大学シックハウス事件
慶應義塾大学シックハウス事件（けいおうぎじゅくだいがくシックハウスじけん）は、日本で起きた労働争議。

## 概要
慶應義塾大学の職員であった人物が仮設棟での勤務を行っていたところ、体調不良で欠勤しがちとなり退職して、それから化学物質過敏症と診断されて、大学を相手取り損害賠償などを求める訴えを起こしたという事件。大学は仮設棟の機能はシックハウス問題が起きたことで移転させていた。

### 事件の経緯
原告となる人物は2002年4月1日に慶應義塾大学との間で雇用契約を締結して、慶應義塾大学の国際センターに有期助手として採用され、日本語・日本文化教育センターで勤務していた。この勤務していた組織は2003年に旧来の建物から新設された仮説棟に移転して、原告となる人物は2003年3月11日から仮設棟で勤務をしていた。だが原告となる人物は、仮設棟で勤務を開始してから13日後である3月24日から体調不良のため欠勤し始め、3月27日には耳鼻科で急性咽頭・喉頭炎、急性副鼻腔炎、アレルギー性鼻炎と診断され、4月12日以降は出勤できなくなり、7月12日付で7月31日に退職する退職願を提出した。大学では移転直後から喉や目の痛みを訴える者が相次いでシックハウス症候群が疑われたために空気清浄機の設置などの措置がとられたが、それからも体調不良を訴える者が相次いだ。このことから同年7月には仮設棟の機能は旧図書館に移転して、同年11月には付近のビルに移転した。原告となる人物は2004年3月に、化学物質過敏状態に伴う中枢性眼球運動障害、自律神経機能障害と診断された。

### 裁判
原告は自身が雇用契約上の権利を有する地位にあることの確認や、就労可能となった2006年8月以降の給与の支払いや、雇用契約上の安全配慮義務違反などによる医療費や慰謝料などの損害賠償を求める訴えを起こす。2009年3月27日に東京地方裁判所で第一審の判決が行われ、ここでは原告の疾病は業務上の疾病とは認められなかったものの慰謝料の支払いについては認められた。原告も被告もこの判決を不服であるとして控訴した。2012年10月18日に東京高等裁判所で控訴審の判決が行われ、ここでは職員は仮設棟での化学物質で発症していたことが認められた。通行や出入りの場所での発症を招く濃度や量の化学物質が存在しないようにするための配慮が怠れていたことから、被告には安全配慮義務違反での慰謝料を支払うということが命じられた。
この判決のポイントは、雇用者が労働安全衛生法を守っていたならば安全配慮義務違反による責任はあるかであった。この判決では労働安全衛生法と労働契約法での民事上の責任は別であり、労働安全衛生法を守っているからといって民事上でも労働災害を防止するための義務を尽くしているとはいえないということであった。労働安全衛生法は最低限の守るべき事柄だからであった。